# 美國太平洋沿岸地區

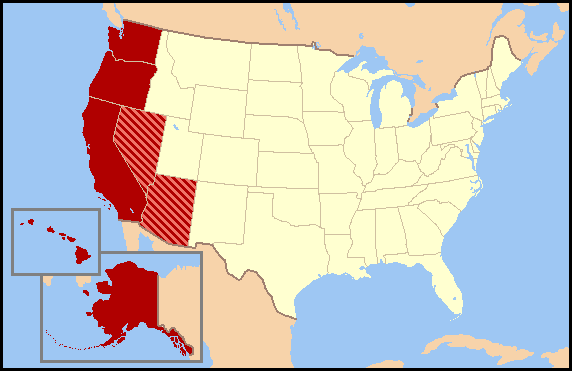
不同的資料來源對於此區域常會有不同的定義。以深紅色表示的州通常是被大家認為被包含在此區域內，但以紅色條紋狀表示的州則不一定會被認為是美國太平洋沿岸地區。

美國太平洋沿岸地區是一塊由美國的人口調查局所正式定義的九塊地理區域之一。此區域包括五個州：阿拉斯加州、加利福尼亞州、夏威夷州、奧勒岡州、以及華盛頓州等，而這五州都瀕臨太平洋。
此地區另位於美國人口調查局所定義的美國西部地區之內，而美國西部地區的其餘地區則屬於山嶽地區。雖然這兩個地區都被劃入美國西部地區之內，但是這兩個地區卻有著截然不同的特徵，其中最顯著的是在政治方面。所有山岳地區之內的州通常都被公認為是擁護共和黨的保守州分，然而在除了阿拉斯加州之外的太平洋沿岸地區之內的州都非常明顯的傾向自由左派的自由州分。在全美之內，新英格蘭地區是此地區的居民自認為與其政治理念最相同的地區，這是因為許多在太平洋沿岸安家立業的人們大多來自新英格蘭，例如奧勒岡州的波特蘭便是以緬因州的波特蘭所命名的，以及根據一本1980年代的暢銷書的描述，當時舊金山的企業家們與波士頓同業們在衣著上有着相同的品味。

## 外部連結
- Pacific Division Labor Statistics （页面存档备份，存于） Bureau of Labor Statistics